# Rafeu penian
Rafeul penian este o sutură a crestei genitale, ce continuă rafeul scrotal, care la rândul său este continuarea rafeului perineal. Este localizat pe partea ventrală a penisului, de la baza acestuia până la prepuț, unde se termină la nivelul frenului prepuțului.

## Anatomie
Rafeul penian este parte din rafeul median perineal (creasta perineală mediană), care, din punct de vedere anatomic, se divide în rafeul perineal, rafeul scrotal și rafeul penian.
Această linie plecă din partea anterioară a anusului, se extinde pe scrot și continuă pe fața ventrală a penisului și a prepuțului.
În mod normal este mai închis la culoare față de pielea înconjurătoare, în general fiind roz închis sau brun.